# Église Saint-Nicolas de Reka
Pour les articles homonymes, voir Église Saint-Nicolas.
L'église Saint-Nicolas de Reka (en serbe cyrillique : Црква Светог Николе у Реци ; en serbe latin : Crkva Svetog Nikole u Reci) est une église orthodoxe serbe située à Reka, sur le territoire de la ville de Kraljevo et dans le district de Raška, en Serbie. Elle est inscrite sur la liste des monuments culturels de grande importance de la république de Serbie (identifiant no SK 180),,.

## Présentation
L'église a probablement été construite dans la seconde moitié du XIVe siècle, tandis que le narthex a été ajouté plus tardivement,.
L'édifice se compose d'une nef unique prolongée par une abside demi-circulaire ; des pilastres séparent la courte travée occidentale de la travée orientale plus développée,. La nef est dotée d'une voûte en demi-berceau, plus basse que le pignon du toit qui domine la façade occidentale,. Les murs de l'église sont constitués de pierres concassées,.
À l'intérieur, l'église était couverte de fresques qui ont en partie été conservées sur place, tandis qu'une autre partie a été transférée au musée national de Belgrade en 1947,. Les peintures qui restent dans l'église sont l'œuvre d'un maître ferme dans le traitement du dessin et du modelé,. Par leur style et leur iconographie, ces fresques présentent des analogies avec la peinture serbe de la seconde moitié du XIVe siècle,.
Les premiers travaux de restauration ont été réalisés immédiatement après la fin de la Seconde Guerre mondiale ; des travaux de recherche et une autre campagne de restauration de l'architecture et des fresques ont été engagés entre 1970 et 1972,.